# Laréole
Laréole település Franciaországban, Haute-Garonne megyében. Lakosainak száma 159 fő (2022. január 1.). Laréole Brignemont, Cadours, Cox, Puysségur, Ardizas és Sainte-Anne községekkel határos.

## Népesség
A település népességének változása:
| Lakosok száma | 152  | 138  | 114  | 134  | 159  | 173  | 171  | 160  | 161  | 159  |
|               | 1968 | 1982 | 1990 | 2006 | 2013 | 2015 | 2017 | 2019 | 2020 | 2022 |

## Műemlékek

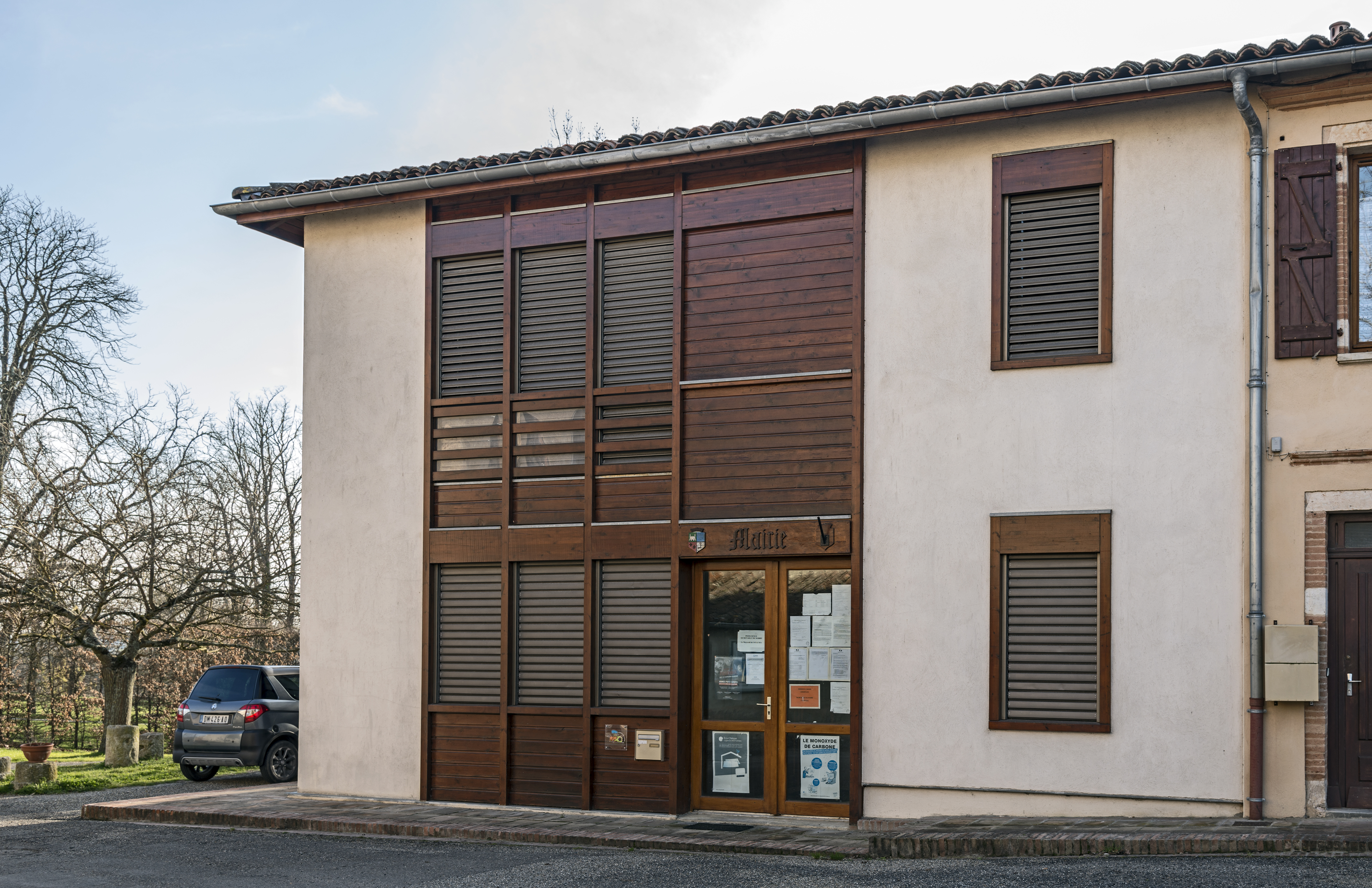
A városháza;
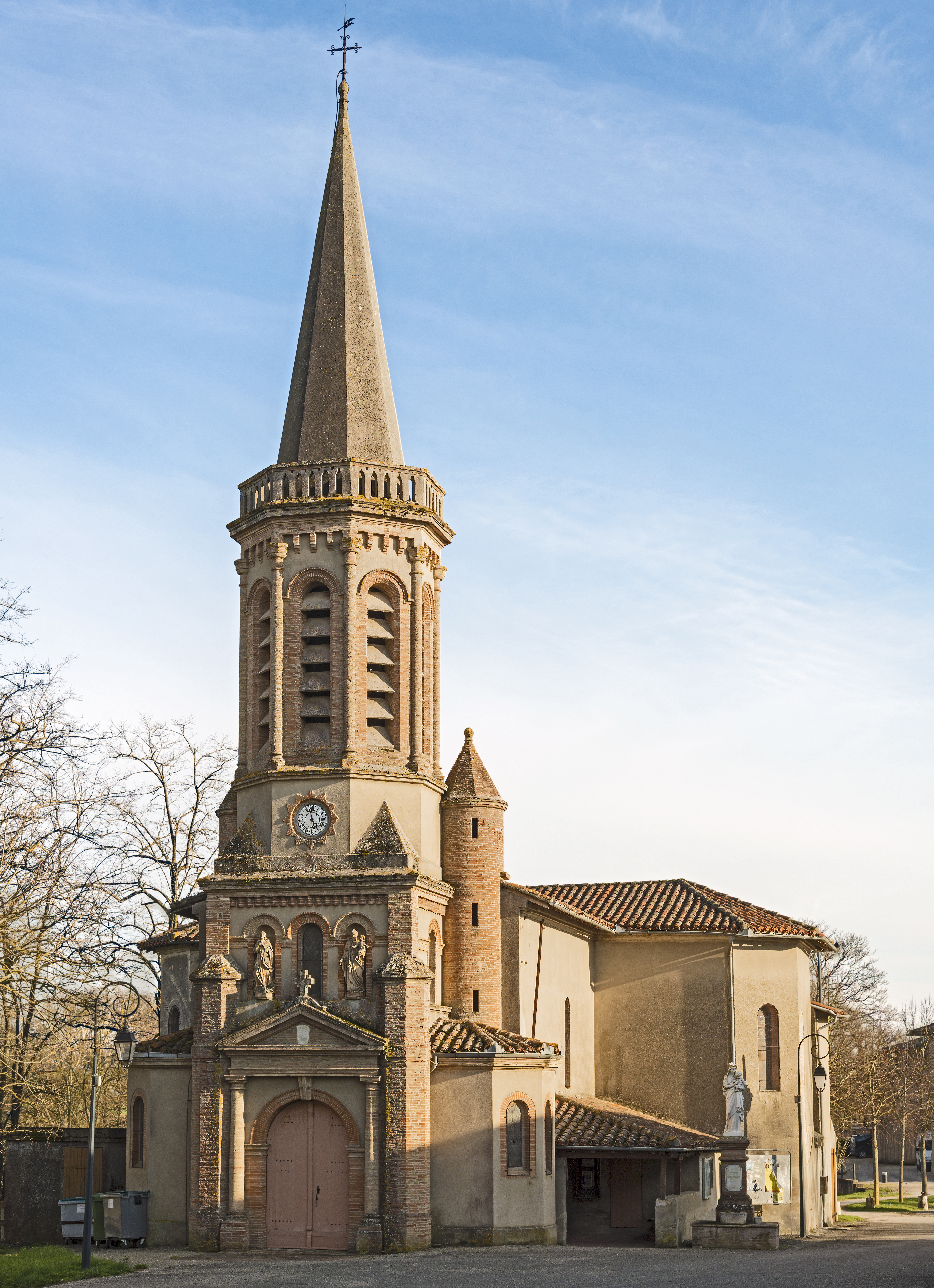
A templom;
A vár